# ラジーブ・ミスラ
ラジーブ・ミスラ（Rajeev Misra、1962年 - ）はアメリカ合衆国の実業家。ソフトバンクグループの米国戦略子会社Softbank Internet and Media, Inc.(SIMI)の戦略的ファイナンス責任者。ソフトバンク・ビジョン・ファンド設立のプロジェクトを主導。

## 経歴
インド出身。ペンシルベニア大学で機械工学の理学士号とコンピューター科学の理学修士号を、MITスローン経営学大学院でMBAを取得。
1996年ドイツ銀行では投資部門の立ち上げに関わり、2008年6月までクレジット部門のグローバルヘッドを務めたが、2009年5月25日UBSに移籍しクレジット部門責任者、
2010年1月25日には債券・通貨・商品(FICC)部門の共同責任者、2012年11月からは世界金融ソリューソンズ部門を率いた。2014年4月15日UBSを退職するとフォートレス・インベストメント・グループ（英語版）に移籍してシニア・マネジングディレクターに就任したが、同年10月14日退職し、11月3日ソフトバンクグループのSIMI戦略的ファイナンス責任者に就任した。ほぼ同時期の10月30日地元インドの映画会社エロス・インターナショナル取締役も受諾し株主総会で選出される予定。
2016年10月ソフトバンク・ビジョン・ファンドの責任者に抜擢される。
その輝かしい経歴によりメディアの注目も集まっている。報道によると成功の裏には、ソフトバンク社内の2人の主要ライバルを標的にした巧みな妨害工作もあったとされる。彼ら（ライバル）に関する良からぬニュースを流したり、ソフトバンクに彼らの解任を迫るよう株主を扇動したり、「ハニートラップ」で性的恐喝行為を企てようとしたりさえした。事情に詳しい複数の人物の話とウォール・ストリート・ジャーナル（WSJ）が確認した文書で明らかになった。ミスラ氏の狙いは、日本の資産家でソフトバンク創業者の孫正義氏の右腕になるチャンスを手に入れることにあった。孫氏はIT（情報技術）業界に数十億ドルを手広く投資し、配車大手ウーバー・テクノロジーズなどの急成長スタートアップ企業に資金を提供。最近ではシェアオフィス運営大手ウィーワークに対する巨額の出資で大きくつまずいたが、そうした投資に一役買ったのがミスラ氏だ。ソフトバンクグループは通信会社や半導体設計会社、ロボットメーカーなど既に多様な企業を傘下に収めているが、ビジョン・ファンドはそれをさらに拡大する後押しをした。
　ミスラ氏が標的にしたのは、かつて孫氏の後継者として最高経営責任者（CEO）職を引き継ぐと目されていたニケシュ・アローラ氏と、大型買収で孫氏と密接に協力するようになっていたアローラ氏の補佐役を務めていたアロック・サーマ氏だ。アローラ氏は16年、サーマ氏は19年4月にソフトバンクを去った。